# Catering und Hospitality Services

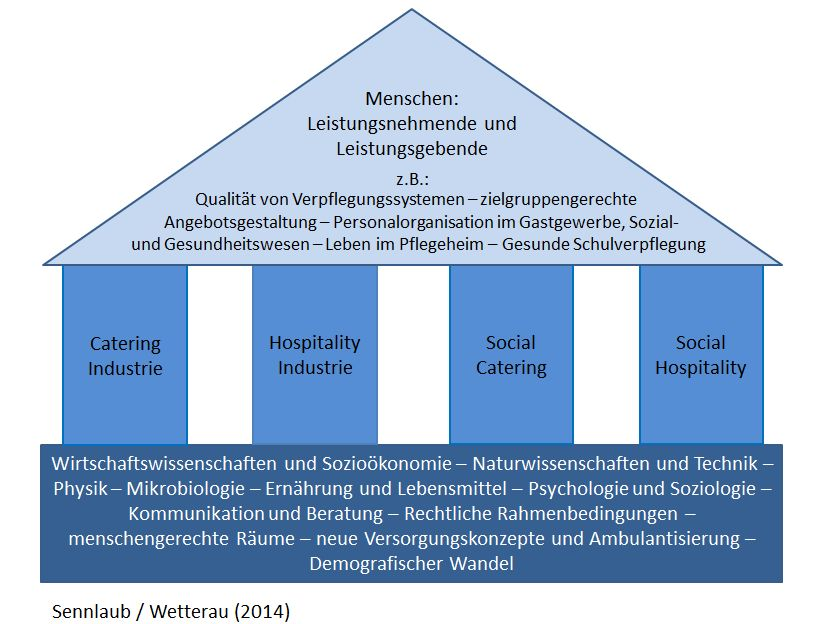
Veranschaulichung von Catering und Hospitality Services mit den Bereichen Catering Industrie, Hospitality Industrie, Social Catering und Social Hospitality.

Als Catering und Hospitality Services wird die angewandte Wissenschaft von professionalisierten, personenbezogenen Dienstleistungen zur Versorgung von Menschen außerhalb ihres privaten Haushalts bezeichnet. Dabei liegt der Fokus auf dem Management der Leistungen Catering (Versorgung mit Getränken und Verpflegung) und Hospitality (Hotellerieleistungen; Unterkunft im weitesten Sinne).

## Begriff allgemein
Das Wissenschaftsgebiet ist um die Jahrtausendwende als Fokussierung im Bereich der Oecotrophologie entstanden und stellt eine Spezialisierung im Teilbereich der Außer-Haus-Verpflegung und der traditionellen Großhaushalte dar. Zusätzlich werden Arbeitsbereiche aus der Hospitality Industrie betrachtet, die üblicherweise in Verbindung mit Tourismus diskutiert wird. Insgesamt wird damit der Blick auf die professionelle Versorgung von Menschen in dem weiten Spektrum von Häusern und Diensten aus Gastgewerbe, Gesundheits- oder Sozialwesen gelegt. Im Zentrum stehen gastronomische und Hotellerieleistungen: von Hauswirtschaft über Betriebswirtschaft bis hin zu Verpflegungssystemen und Raumgestaltung, Großküchentechnik und rechtlichem Rahmen. In Anlehnung an die Tradition der Oecotrophologie stehen auch hier die Nutzenden im Fokus: Leistungen werden immer aus dem Bedarf derjenigen, die sie in Anspruch nehmen, konzipiert und organisiert.
Das Konzept von Catering und Hospitality Services reagiert auf die wachsende Bedeutung von personenbezogenen Diensten für den Alltag. Diese werden in modernen Gesellschaften mehr und mehr professionalisiert und jenseits privater Verantwortung erbracht.

## Studium Catering und Hospitality Services
Das Studium "Catering und Hospitality Services" (Bachelor of Science)  war ein multidisziplinäres Studium. Es basiert auf vier Säulen: Catering Industrie, Hospitality Industrie, Social Catering und Social Hospitality.
Catering bezeichnet die Versorgung von Personen mit Speisen und Getränken in der Individual-, Gemeinschafts- und Systemgastronomie. Hospitality umfasst die übrigen Hotellerieleistungen, inklusive Wäscheversorgung und Reinigung, räumliche Gestaltung sowie Marketing und Logistik. Beide Bereiche sind gegliedert in eine Industrie- und Sozial-Ausrichtung.
Die Catering-und-Hospitality-Industrie umfasst im Kern den Bereich der Außer-Haus-Versorgung, der traditionell erwerbswirtschaftlich und gewinnorientiert ausgerichtet ist. Die leistungsnehmenden Personen ergänzen mit Angeboten der Catering und Hospitality Industrie ihre private Versorgungsstruktur; sie nehmen die Leistung freiwillig entgegen und können in der Regel zwischen verschiedenen Anbietern wählen. Es sind also klassische Kunden. Zur Catering-und-Hospitality-Industrie zählen gastgewerbliche Einrichtungen wie Caterer, gastronomische Betriebe im Marken- und Franchisesystem und private ebenso wie Kettenhotels, außerdem sind Freizeitparks als Orte der Versorgung und Einrichtungen auf der Grenze zu touristischen Betrieben, wie Kreuzfahrtschiffe und MICE-Angebote, einbezogen.
Betriebe des Social Catering und Hospitality Segments sind demgegenüber in erster Linie bedarfswirtschaftlich und auf Kostendeckung ausgerichtet. Zu ihnen zählen Häuser der Vollversorgung wie Krankenhäuser, Pflegeheime oder Reha-Einrichtungen. Außerdem sind Angebote der Teilversorgung in der klassischen Gemeinschaftsgastronomie (z. B. Schul- und Hochschulmensen, Betriebsrestaurants) oder teilstationäre Angebote (Tagespflege) inbegriffen. Zusätzlich werden Service-Wohneinrichtungen und ambulante Dienste betrachtet, deren Träger häufig diejenigen sind, die auch stationäre Einrichtungen betreiben.
Unterfüttert sind die Bereiche mit den jeweils für die personelle Versorgung relevanten Inhalten aus den zentralen Disziplinen, die für die Aufgabe wichtig sind. Dazu zählen insbesondere Betriebswirtschaft, Qualitätsmanagement, Technik, Mikrobiologie, Zielgruppenspezifika und Mensch-Umwelt-Beziehungen.
Der Studiengang wird nur an der Hochschule Niederrhein am Standort in Mönchengladbach angeboten. Es handelt sich um einen Bachelor of Science.

## Einsatzgebiete
Fachleute des Catering und Hospitality Services werden im mittleren Management in Betrieben der Catering Industrie (bspw. Großküchen, gastronomische Großbetriebe), des Social Catering (Gemeinschaftsverpflegung bspw. in Betrieben, Mensen), der Hospitality Industrie (bspw. Hotellerie, Veranstaltungswirtschaft) und der Social Hospitality (bspw. Pflegeheime, Krankenhäuser) eingesetzt. Konkret zählen dazu:
- Leitung von Abteilungen wie Gastronomie und/oder Küchenleitung (insb. mit Vorbildung Koch/Köchin)
- Hauswirtschaftsleitung/Housekeeping (insb. mit Vorbildung Hauswirtschaft)
- Qualitätsmanagement
- Logistik
- Gesundheits- und Arbeitsschutz bzw. betriebliche Gesundheitsförderung
- Messe- und Eventmanagement
- Stadiongastronomie, Airlinecatering
- Hotellerie und Parahotellerie
- Gesundheitsprävention und Gesundheitstourismus
- Servicegesellschaften/Wirtschaftsbetriebe in Krankenhäusern